# Čeplez
Čeplez – wieś w Słowenii, w gminie Cerkno. W 2018 roku liczyła 75 mieszkańców.